# Kansas and Oklahoma Railroad
Kansas and Oklahoma Railroad (AAR oznaka KO) je železničarsko podjetje v sklopu Watco Companies, ki deluje od julija 2001. Podjetje upravlja s približno 1052 km (877 milj železniške proge na področju Kansasa in Oklahome. Sedež podjetja je v Wichiti.